# Wilhelm Winkelmann
Wilhelm Winkelmann (* 30. September 1911 in Witten; † 25. Mai 2002 in Münster) war ein deutscher Archäologe. Sein Schwerpunkt war die archäologischen Denkmalpflege in Westfalen.

## Leben
Wilhelm Winkelmann studierte an den Universitäten Tübingen und Münster Vor- und Frühgeschichte, Germanistik und Religionswissenschaften. Er begann seine archäologische Laufbahn mit einer Inventarisation im Kreis Borken und trat am 1. August 1944 als wissenschaftlicher Assistent in den Dienst des damaligen Landesmuseums für Vor- und Frühgeschichte Münster (heute: LWL-Museum für Archäologie Herne). Hier wirkte er bis zu seinem Ausscheiden 1979 als Archäologe, von 1969 bis 1996 als Vorsitzender der Altertumskommission Westfalen und nach 1979 ehrenamtlich im Dienst des Landschaftsverbandes Westfalen-Lippe (LWL).

## Forschung
Nach 1945 erforschte Winkelmann durch Grabungen frühgeschichtliche Spuren und Zeugnisse der Franken und Sachsen in Westfalen. 1949 nahm er Ausgrabungen im ehemaligen Kanonissen-Stift Vreden (Kreis Borken) auf und begann seine Forschung zur Kirchengeschichte, die er über 20 Jahre fortsetzte. Mit seinen zwischen 1953 und 1975 durchgeführten Grabungen auf der Domburg in Münster dokumentierte er die Ursprünge der Stadt von der sächsischen Siedlung über die Gründung des Bistums bis ins frühe Mittelalter. Zwei Forschungskomplexe waren von besonderer Bedeutung für seine wissenschaftliche Arbeit. Dies ist zum einen die Entdeckung einer großen Siedlung aus dem 6. bis 8. Jahrhundert in Warendorf-Neuwarendorf und des „Fürstengrabs“ mit reicher Ausstattung auf einem sächsischen Friedhof in Beckum. Zum anderen sind es die seit 1964 von ihm geleiteten Ausgrabungen der Pfalz Paderborn von Karl dem Großen und der Pfalz Heinrichs II. – der karolingischen und der ottonischen Königspfalzen in Paderborn. Die ottonisch-salische Pfalz in Paderborn wurde von 1976 bis 1978 unter seiner fachlichen Leitung vom Metropolitankapitel des Erzbistums Paderborn Museum in der Kaiserpfalz ausgebaut.
In über 100 wissenschaftlichen Berichten und Beiträgen veröffentlichte Winkelmann seine Forschungsergebnisse über das Leben im frühmittelalterlichen Westfalen.

## Ehrungen
1973 verlieh ihm die Stadt Paderborn den Kulturpreis; 1999 erhielt er den Verdienstorden des Landes Nordrhein-Westfalen; 1996 ernannte die LWL-Altertumskommission Winkelmann zu ihrem Ehrenmitglied.

## Schriften
- Das Fürstengrab von Beckum. Sonderdruck, Holterdorf, Oelde/Westf. 1962.
- Beiträge zur Frühgeschichte Westfalens. Gesammelte Aufsätze. Verlag Aschendorff, Münster 1990, ISBN 3-402-05033-1.
- mit Helmut Beumann und Franz Brunhölzl: Karolus Magnus et Leo Papa. Ein Paderborner Epos vom Jahre 799. Bonifacius-Druckerei Paderborn 1966.[8]
- Die karolingische und ottonische Kaiserpfalz zu Paderbon, in: Kaiserpfalz Paderborn, Meinwerk-Verlag, Salzkotten 1978, Seite 7–17
- Im Schnittpunkt der europäischen Geschichte, in: Kaiserpfalz Paderborn, Meinwerk-Verlag, Salzkotten 1978, Seite 34–45